# 寧德縣
寧德縣，中國舊縣名，存在于公元933年—1988年。舊制的寧德縣轄境包括了今蕉城区、周宁县和政和县，1945年起僅包含今蕉城區。寧德縣是閩東地區較為重要的交通樞紐。寧德縣地早期主要屬於溫麻縣和長溪縣，公元933年閩國設置寧德縣，1988年改寧德縣為縣級寧德市，寧德縣的歷史結束。:51-52

## 歷史沿革

### 建置沿革
西晉太康三年（公元282年），晉朝政府析侯官縣東北部設立溫麻縣，寧德縣地區屬之。后該地先後歸屬於長溪縣、閩縣等。唐朝開成年間，析長溪縣寧川及古田县東北置感德場，后唐長興四年（933年），閩國政權將感德場升為寧德縣，取“寧川”“感德場”各一字。元至元二十三年（1286年），長溪縣升為福宁州（取福安、寧德二縣為名），寧德縣屬之，明洪武二年（1369年），降福寧州為福寧縣，歸屬福州府，成化九年（1472年）恢復福寧州制。清雍正十二年（1734年）升福寧直隸州為福寧府，寧德縣屬福寧府。次年將青田鄉東洋裡劃出置东洋分县。
中華民國成立後，廢除府建置，寧德縣屬東路道，後改為闽海道。民國14年（1925年）北伐軍佔領福建，國民政府廢除道制，寧德縣屬省政府直轄。1933年底福建省發生“閩變”，在短暫成立的中華共和國政權中屬閩海省。民國23年7月，寧德縣歸屬福建省第二行政督察區轄，专员公署駐福安，在省政府後續的調整中又改歸第八、第一行政督察區。同年10月7日，闽东苏维埃政府在寧德縣境内设立安德县。
1949年，中國人民解放軍接管寧德縣，1950年將寧德縣劃歸福安專區，1968年改稱福安專區革命委員會。1970年6月17日，革委會遷至寧德縣，改稱寧德地區革命委員會，1978年革委會撤銷，寧德縣屬寧德地區。1988年，寧德撤縣建市（縣級），1999年寧德地區改制為地級寧德市，原寧德縣改稱蕉城區。:51-52

### 疆域沿革
初期的寧德縣轄境較大，但歷代几析其地，宋咸平三年（公元1000年）更是將關隸鎮析置為關隸縣（今政和縣），到清朝乾隆年間，寧德縣的轄境只剩下今蕉城区和周宁县。雍正十三年劃出的東洋分縣由縣佐管轄，民國23年（1934年）析第四区置三都特种区，次年5月析第五区置周墩特種區。
邑疆周六百里，東至福寧州界70里，南至羅源縣界15里，西至古田縣界15里，北至政和縣界230里。——盧建其、張君賓，清乾隆版《寧德縣志》
周墩特種區於1936年重新併歸寧德縣，1937年1月復設，並於1945年設立周寧縣。1939年3月，三都特種區裁撤，復歸寧德縣轄。1948年9月，省政府將咸杉鄉（今咸村鎮）劃歸周寧縣轄。1951年，析北坑鄉劃歸福安縣轄。